# Srinivasa Rao Singeetham
Srinivasa Rao Singeetham est un réalisateur et scénariste indien né le 21 septembre 1931 à Udayagiri (Inde).

## Filmographie

### comme réalisateur
- 1972 : Neethi Nijayathi
- 1973 : Dikkatra Parvathi
- 1975 : Zamindarugari Ammayi
- 1976 : Oka Deepam Veligindhi
- 1976 : America Ammayi
- 1977 : Tharam Marindi
- 1977 : Panthulamma
- 1977 : Niraparayum Nilavilakkum
- 1977 : Andame Anandam
- 1978 : Sommokadidhi Sokokadidhi
- 1978 : Ramachilaka
- 1978 : Gammathu Goodacharulu
- 1979 : Mangala Toranalu
- 1980 : Trilok Sundari
- 1980 : Triloka Sundari
- 1980 : Triloka Sundari
- 1981 : Raaja Paarvai
- 1981 : Nancy
- 1982 : Chelisuva Modagalu
- 1984 : Shravana Banthu
- 1984 : Mayuri
- 1986 : Ananda
- 1987 : America Abbayi
- 1988 : Pushpak
- 1988 : Devatha Manushya
- 1988 : Chiranjeevi Sudhakara
- 1989 : Apoorva Sahodarargal
- 1991 : Michael Madana Kamarajan
- 1991 : Aditya 369
- 1992 : Ksheera Sagara
- 1992 : Brundavanam
- 1993 : Phool
- 1993 : Madam
- 1994 : Magalir Mattum
- 1994 : Ladies Only
- 1994 : Bhairava Dweepam
- 1995 : Chinna Vathiyar
- 1996 : Sri Krishnarjuna Vijayam
- 1998 : Kaathala Kaathala
- 2001 : Akasa Veedhilo
- 2002 : Little John
- 2003 : Son of Alladin
- 2005 : Mumbai Express

### comme scénariste
- 1988 : Pushpak
- 1991 : Michael Madana Kamarajan
- 2001 : Akasa Veedhilo